# Обрите (Островський повіт)
Обрите (пол. Obryte) — село в Польщі, у гміні Нур Островського повіту Мазовецького воєводства.
Населення — 67 осіб (2011).
У 1975-1998 роках село належало до Ломжинського воєводства.

## Демографія
Демографічна структура станом на 31 березня 2011 року:
|          | Загалом | Допрацездатний вік | Працездатний вік | Постпрацездатний вік |
| -------- | ------- | ------------------ | ---------------- | -------------------- |
| Чоловіки | 35      | 2                  | 24               | 9                    |
| Жінки    | 32      | 3                  | 12               | 17                   |
| Разом    | 67      | 5                  | 36               | 26                   |